# That's How You Write a Song
«That's How You Write a Song» (en español: Así es como se escribe una canción) es una canción interpretada y compuesta por el cantante noruego-bielorruso, Alexander Rybak. El tema representó a Noruega en el Festival de la Canción de Eurovisión 2018 en Lisboa tras ganar la selección nacional del país, Melodi Grand Prix celebrada el 10 de marzo de 2018 en el Oslo Spektrum de Oslo.